# David Starzyk
David Starzyk (Springfield, Massachusetts, 14 de julho de 1961) é um ator norte-americano.

## Carreira
Starzyk participou de uma série de notáveis séries de televisão, incluindo   Home Improvement ,   Felicity ,   Pacific Blue ,  NYPD Blue ,  Dias de Nossa Vida ,  The Young and the Restless ,  Charmed ,  Two and a Half Men ,  Mentes Criminosas ,   O que eu gosto em você ,   Bones , The Practice, Boston Legal , Lost, Desperate Housewives, Veronica Mars, Victorious, iCarly, 90210 Person of Interest (Série de TV) e entre outras séries.